# Baldriga de Bryan
La baldriga de Bryan (Puffinus bryani) és un ocell marí de la família dels procel·làrids (Procellariidae), d'hàbits pelàgics, que viu al Pacífic criant a les illes Bonin.
És una espècie de baldriga recentment descrita, arran els treballs de Pyle et col. 2011